# Ridolfi di Borgo

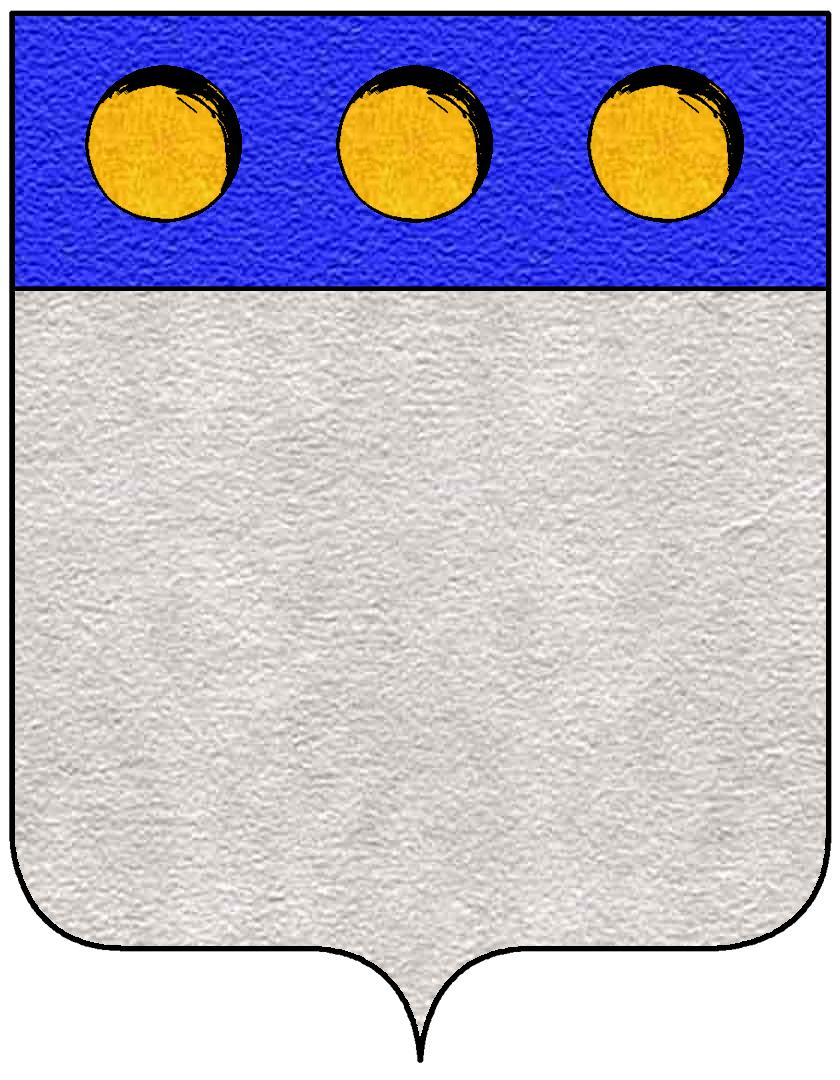
Familienwappen der Ridolfi di Borgo

Ridolfi di Borgo nannte sich eine Familie, die vom späten 13. Jahrhundert bis zur Mitte des 17. Jahrhunderts in Florenz lebte. Ihr Wohnsitz im Borgo San Jacopo ist verantwortlich für den Beinamen „di Borgo“. Er diente der Abgrenzung von den ebenfalls in der Stadt ansässigen Familien Ridolfi „di Ponte“ und Ridolfi „di Piazza“.

## Geschichte
Über die Familie Ridolfi di Borgo ist wenig bekannt. Ihre Herkunft wird mit Fiesole angegeben. Ihr Wohnsitz befand sich in der Straße Borgo San Jacopo unweit des Ponte Vecchio und der Kirche San Jacopo Soprarno, im Gonfalone del Nicchio (Gonfanon, Banner der Muschelschale), Viertel Oltrarno.
Zwischen 1290 und 1513 erlangte die Familie 41-mal ein Priorat der Signoria und 9-mal die Wahl zum Gonfaloniere. Ein 1532 veröffentlichter Katalog listet die Gonfaloniere della Giustitia mit Datum auf. Unter dem Familiennamen Ridolfi di Borgo sind folgende Bannerträger geführt:
- Bartolo di Ridolfo: Mitte Februar bis Mitte April 1328
- Schiatta di Ridolfo: März & April 1355; November & Dezember 1368
- Uberto di Schiatta: Juli & August 1400; Mai & Juni 1405; September & Oktober 1419
- Schiatta di Uberto: November & Dezember 1425
- Bartolomeo di Schiatta: März & April 1464
- Iacopo di Bartolomeo di Schiatta: November & Dezember 1473

1384 war Bartolo di Schiatta Ridolfi Deputierter der Stadt Florenz für den Erwerb der Stadt Arezzo. Im 17. Jahrhundert verfasste Niccolò Ridolfi ein bedeutendes Manuskript mit den Namen der Prioren und der wichtigsten Ereignisse, die sich während ihrer Amtszeit ereignet hatten (priorista). Bartolomeo di Ridolfo Ridolfi vom Orden der Jesuiten wurde als Beato (Seliger) verehrt. 1654 erlosch dieser Familienzweig der Ridolfi.
Das Familienwappen ist in zwei Hälften aufgeteilt: oben azurblau, mit drei horizontal angeordneten goldenen Kugeln, unten silberfarben. (In der abgebildeten Rekonstruktion sind die Proportionen etwas zuungunsten des blauen Farbfelds verschoben.)

## Bibliographie
- Agostino Ademollo: Marietta de‘ Ricci, ovvero Firenze al tempo dell’assedio. Racconto storico, 2. korrigierte Auflage von Luigi Passerini. Firenze (1840) 1845. Band III. books.google.de

- Iacopo Nardi: Le Historie della Citta di Fiorenza […] Le quali con tutta quella particolarità che bisogna, contengono quanto dal' anno 1494. fino al tempo del' anno 1531. è successo. Con vn catalogo de Gonfalonieri di Giustitia, che hanno seduto nel supremo magistrato della Citta di Fiorenza. Theobaldo Ancelin, Lyon 1582. books.google.de